# 美索不達米亞：兩河流域的文明曙光
《美索不達米亞：兩河流域的文明曙光》（簡體版譯名：《美索不达米亚：追溯近东文明的起点》，直譯：「在很久以前的美索不達米亞」，意譯：「美索不達米亞往事錄」）是法國亞述學家兼聖經學家蒲德侯及其研究夥伴——道明會修士兼考古學家馬力-約瑟·史蒂夫合著的插畫專題論著，專論兩河流域地區古文明的考古發現史。法文原版於1993年由加利瑪出版社在巴黎發行，是為該出版社旗下的「加利瑪發現文庫」第191種書目；臺灣時報文化於2003年推出中譯本，作為其旗下的「發現之旅叢書」第73集；簡體譯本在2004年推出，由上海書店出版社發行，為簡體版「發現之旅」第58冊。該書在1998年改編成同名紀錄片。

## 簡介

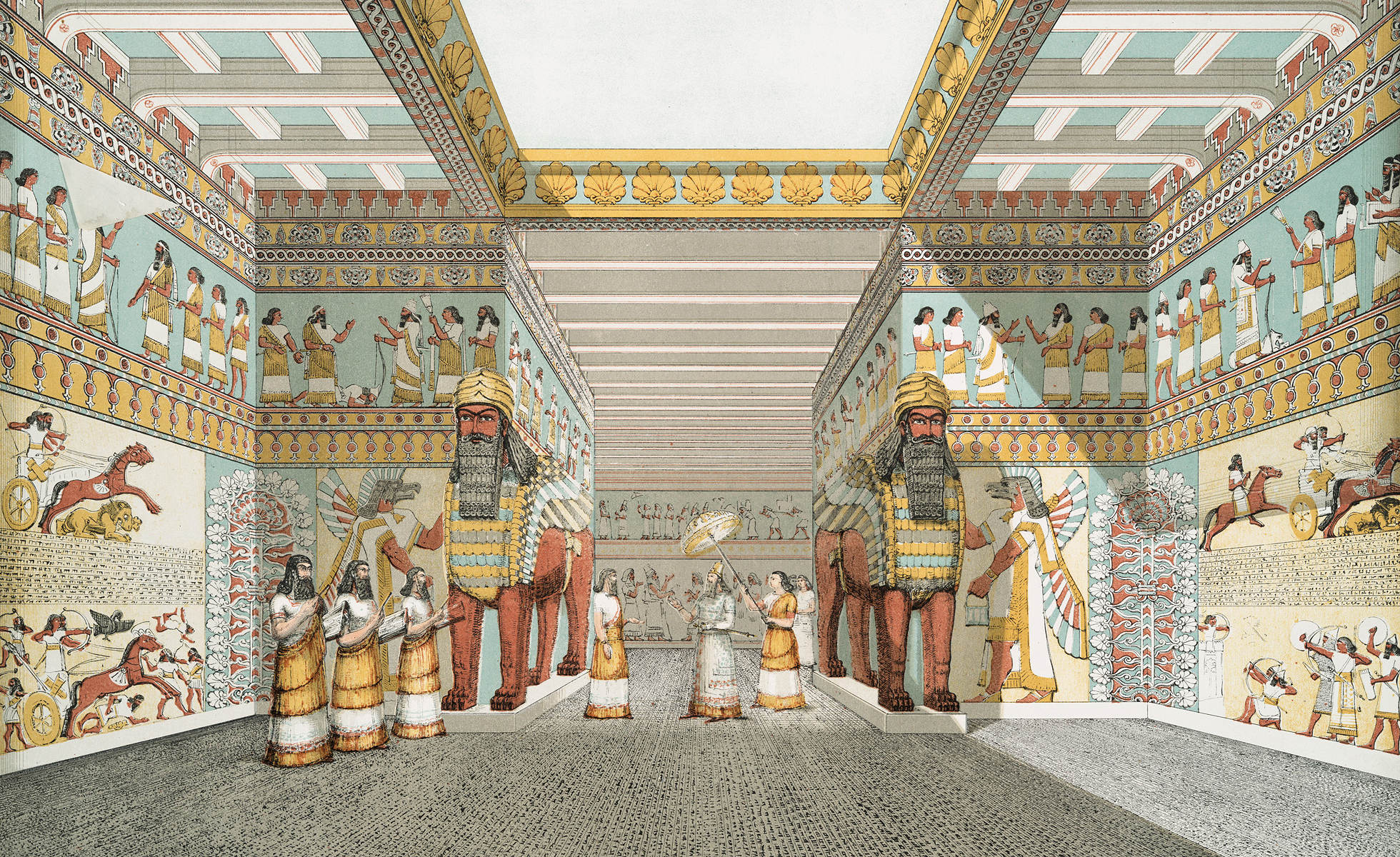
封底圖：藝術家眼中的亞述皇宮大廳。出自《尼尼微遺址》的卷首插圖細部，萊雅著，1849年。

《美索不達米亞：兩河流域的文明曙光》原屬「迷你」口袋叢書「加利瑪發現文庫」中的「考古」系列（Série Archéologie），也就是說，本書的主題是自18世紀末以降對美索不達米亞地區文明的發現史，以及研究在該文明區域內出土的考古遺跡、遺物、文獻資料，以及破譯楔形文字（亞述學史、美索不達米亞考古史），而非兩河流域地區文明本身的歷史。
依「加利瑪發現文庫」的「圖像閱讀」傳統，該書奠基於一套豐富的圖像文獻，用平滑度高且光澤感強的雪銅紙印製，將文本和高品質的視覺圖像巧妙結合，達成圖文互動的影像蒙太奇式編排，為閱讀增添趣味，猶如觀賞一部電視紀錄片。換言之，「貨眞價實的專題論著，以藝術圖書的標準編輯出版」，幾乎有如一本充滿彩色插畫的「圖像小說」。

## 章節
開卷「片花」（pp. 1–9），為一系列佔據整頁的20世紀30至80年代考古照片，資料出自哥頓·勞德和查爾斯·B·歐特曼的《科爾沙巴德》第二卷（Khorsabad, Part 2: The Citadel and the Town），以及傅雅·薩法爾與西頓·勞伊德的《艾力都》（Eridu）。正文內容分為五個章節——第一章：波斯城文字的祕密（pp. 13–35）；第二章：解讀專家（pp. 37–59）；第三章：亞述皇宮（pp. 61–79）；第四章：歷史源起於蘇美（pp. 81–111）；第五章：國際間的合作研究（pp. 113–127）。
該書的第二部份「見證與文獻」，收集了摘錄自各種文獻或文學來源的資料，分成五個部份——1. 領事兼考古學家的時代（pp. 130–135）；2. 巴比倫，光芒不再（pp. 136–141）；3. 步上萊雅的足跡（pp. 142–147）；4. 一門難纏的學科（pp. 148–149）；5. 羅浮宮的亞述文物收藏品（pp. 150–151）。最後，該書以「圖片目錄與出處」（pp. 152–156）和「索引」（pp. 156–162）作結。

## 反響
在Babelio上，基於24條評分，《美索不達米亞》平均得分3.96（最高5分）。在Goodreads上，基於24條評分，平均得分3.83/5。表示「普遍反響良好」。

## 改編
《美索不達米亞》在1998年改編成紀錄片《美索不達米亞往事錄》（Il était une fois la Mésopotamie），法國導演尙-克勞德·呂伯康斯基執導，法國演員法蘭索瓦·馬圖赫和蔻琳‧賈柏擔任旁白，製片公司包括德法公共電視台、跨歐電影公司、加利瑪出版社以及羅浮宮博物館。這部紀錄片的部份場景在黏土與蘆葦的國度伊拉克拍攝，也就是古時幼發拉底河與底格里斯河之間的兩河流域，隨後於1998年5月30日在德法公共電視台的系列節目《人類探險之旅》中首播，6月4日和5日在法國電視五台重播。該片另有德文配音版——，以及配備英文和西班牙文字幕的版本。

## 外部連結
- 官方网站 （法語）